# Scindapsus hederaceus
Scindapsus hederaceus är en kallaväxtart som beskrevs av Friedrich Anton Wilhelm Miquel. Scindapsus hederaceus ingår i släktet Scindapsus och familjen kallaväxter. Inga underarter finns listade.